# 괴 ~아야카시~
《괴 ~아야카시~》(怪 〜ayakashi〜)는 일본 후지 TV 노이타미나(Noitamina)에서 방영한 옴니버스 형식의 애니메이션이다. 일본에서 이어져오던 괴담을 옴니버스 형식으로 엮은 애니메이션이다. 바케네코, 모노노케 등으로 이루어져있다.